# Naticarius

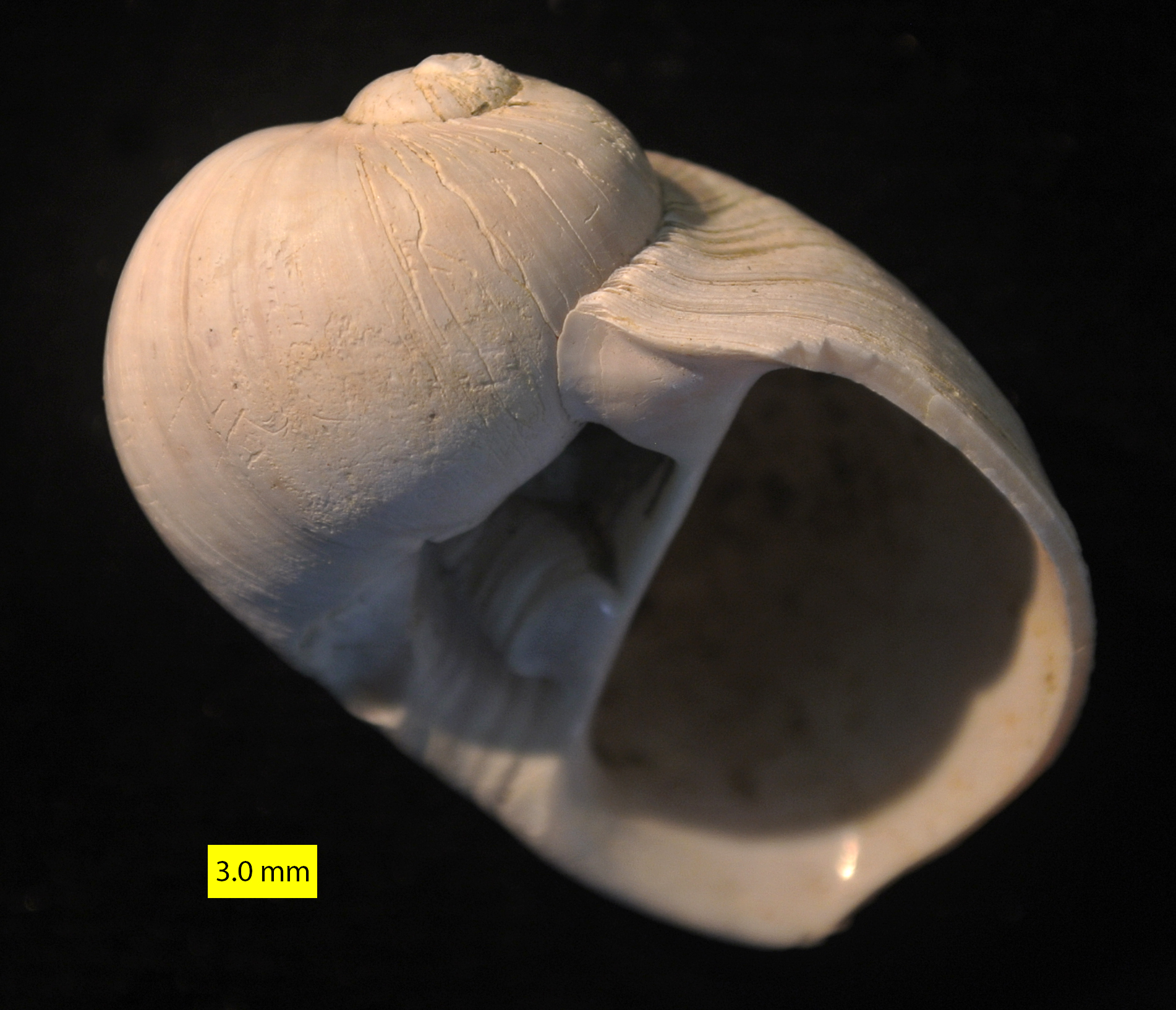
Naticarius millepunctatus, Nicosia Formation, Pliocene, Cyprus.

Naticarius ist eine Gattung der Mondschnecken (Naticidae). Sie wurde von Dumeril im Jahre 1806 erstmals beschrieben. Häufig wird Naticarius auch als Untergattung der Gattung Natica betrachtet.

## Aussehen
Wie die Arten der Gattung Natica besitzen die Naticarius-Arten meist ein kleines bis mittelgroßes, kugelförmiges Gehäuse mit wenigen, rasch zunehmenden Umgängen. Das Gewinde ist häufig nicht besonders hoch und weist einen flachen Apex auf. Die Oberfläche des Gehäuses ist im Regelfall glatt und zeigt meist eine typische Färbung oder Zeichnung (z. B. Naticarius onca), die in den meisten Fällen eine Bestimmung der verschiedenen Arten zulässt. Das Gehäuse wird bei Gefahr durch ein kalkiges Operculum verschlossen. Im Gegensatz zu Arten der Gattung Natica weist das Operkulum der Naticarius-Arten kreisförmig angeordnete, parallele Vertiefungen auf (multisulcate).

## Lebensweise
Die Arten der Gattung Naticarius sind typische Weichbodenbewohner, die überwiegend in tropischen und subtropischen Regionen zu finden sind. Mit ihrem schwellbaren Fuß durchpflügen sie den Sandboden nach anderen Weichtieren. Durch ihre speziell geformte Radula ist es ihnen möglich, die Schalen von Meeresschnecken und Muscheln anzubohren und die Weichteile auszusaugen.

## Systematik
Die Typusart der Gattung Naticarius ist Naticarius carena (nachträgliche monotypische Zuordnung durch Froriep im Jahre 1806).

### Arten der GattungNaticarius
- Naticarius alapapilionis (Röding, 1798)
- Naticarius canrena (Linnaeus, 1758)
- Naticarius concinnus (Dunker, 1860)[2]
- Naticarius colliei (Récluz, 1844)
- Naticarius hebraeus (Martyn, 1786)[5]
- Naticarius onca (Röding, 1798)[2]
- Naticarius orientalis (Gmelin. JF, 1791)
- Naticarius sertatus (Menke, 1843)[2]
- Naticarius stercusmuscarum (Gmelin, JF, 1791)[5]
- Naticarius zonalis (Récluz, 1850)[2]

## Weiterführende Literatur
- Victor Millard: Classification of the Mollusca. A Classification of World Wide Mollusca. Rhine Road, Südafrika 1997, ISBN 0-620-21261-6.
- Winston Ponder & David Lindberg, Towards a phylogeny of gastropod molluscs; an analysis using morphological characters. Zoological Journal of the Linnean Society, 119: 83-265, London 1997, ISSN 0024-4082.